# Krukow (Lauenburg)
Pour les articles homonymes, voir Krukow.
Krukow est une commune d'Allemagne, située dans l'arrondissement du duché de Lauenbourg (Kreis Herzogtum Lauenburg), dans le Land de Schleswig-Holstein.